# Рубаномостівська сільська рада (Лисянський район)
Рубаномо́стівська сільська́ ра́да — адміністративно-територіальна одиниця та орган місцевого самоврядування в Лисянському районі Черкаської області. Адміністративний центр — село Рубаний Міст.

## Загальні відомості
- Населення ради: 484 особи (станом на 2001 рік)

## Населені пункти
Сільській раді підпорядковані населені пункти:
- с. Рубаний Міст

## Склад ради
Рада складається з 12 депутатів та голови.
- Голова ради: Паливода Валентина Василівна
- Секретар ради: Танас Лідія Василівна

### Керівний склад попередніх скликань
| Прізвище, ім'я, по батькові  | Основні відомості                                                                       | Дата обрання | Дата звільнення |
| ---------------------------- | --------------------------------------------------------------------------------------- | ------------ | --------------- |
| Скригонюк Петро Іванович     | Сільський голова, 1956 року народження, безпартійний                                    | 26.03.2006   | 31.10.2010      |
| Паливода Валентина Василівна | Сільський голова, 1968 року народження, освіта середня спеціальна, член Партії регіонів | 31.10.2010   |                 |

Примітка: таблиця складена за даними сайту Верховної Ради України

### Депутати
За результатами місцевих виборів 2010 року депутатами ради стали:

#### За суб'єктами висування
| Суб'єкт висування | Кількість обраних депутатів | %    |
| ----------------- | --------------------------- | ---- |
| Народна партія    | 8                           | 66,7 |
| Партія регіонів   | 4                           | 33,3 |

#### За округами
| № округу        | Прізвище, ім'я, по батькові       | Дата визнання обраним | Освіта             | Партійна приналежність | Відомості про обраного депутата                                     |
| --------------- | --------------------------------- | --------------------- | ------------------ | ---------------------- | ------------------------------------------------------------------- |
| Народна Партія  |                                   |                       |                    |                        |                                                                     |
| 1               | Чумаченко Віра Петрівна           | 05.11.2010            | середня            | член Народної партії   | Поштове відділення № 1, листоноша                                   |
| 2               | Щоголь Валентина Анатоліївна      | 05.11.2010            | середня            | член Народної партії   | тимчасово не працює                                                 |
| 3               | Швед Олександр Васильович         | 05.11.2010            | середня            | член Народної партії   | приватний підприємець                                               |
| 5               | Тихолоз Анатолій Петрович         | 05.11.2010            | середня спеціальна | член Народної партії   | Будинок культури, завклуб                                           |
| 6               | Крикун Надія Петрівна             | 05.11.2010            | середня спеціальна | член Народної партії   | Молодша медсестра                                                   |
| 7               | Олексієнко Володимир Анатолійович | 05.11.2010            | середня            | член Народної партії   | Одноосібне господарство                                             |
| 9               | Олексієнко Галина Олексіївна      | 05.11.2010            | середня спеціальна | член Народної партії   | тимчасово не працює                                                 |
| 12              | Загородня Лариса Вікторівна       | 05.11.2010            | середня спеціальна | член Народної партії   | тимчасово не працює                                                 |
| Партія регіонів |                                   |                       |                    |                        |                                                                     |
| 4               | Танас Лідія Василівна             | 05.11.2010            | середня            | член Партії регіонів   | Сільська рада, секретар                                             |
| 8               | Васильченко Наталія Василівна     | 05.11.2010            | вища               | член Партії регіонів   | МПП «Престиж», голов-ний бухгал-тер                                 |
| 10              | Малюта Валентина Афанасіївна      | 05.11.2010            | вища               | член Партії регіонів   | загальноосвітня школа № 1 с. Мар'янівка, вчитель хімії та географії |
| 11              | Барчук Станіслав Васильович       | 05.11.2010            | середня спеціальна | член Партії регіонів   | МПП «Престиж», інженер                                              |

## Населення
Згідно з переписом УРСР 1989 року чисельність наявного населення сільської ради становила 1436 осіб, з яких 621 чоловік та 815 жінок.
За переписом населення України 2001 року в сільській раді мешкали 474 особи.

### Мова
Розподіл населення за рідною мовою за даними перепису 2001 року:
| Мова       | Відсоток |
| ---------- | -------- |
| українська | 99,38 %  |
| російська  | 0,41 %   |
| інші       | 0,21 %   |